# NGC 1491
إن جي سي 1491 (NGC 1491) هو سديم مضيئ في كوكبة حامل رأس الغول. ومن المعروف أيضا باسم أل بي أن 704. يكتسب السديم لونه الأحمر الداكن بفضل وجود العديد من النجوم الضخمة (مثل BD+50 866) داخله، والتي تُنتج كميات كبيرة من الأشعة فوق البنفسجية، مما يُؤين غاز الهيدروجين الذي يُكوّن السديم.